# Camillo Autore
Camillo Autore (Palermo, 1882 – Merano, 22 marzo 1936) è stato un architetto e ingegnere italiano.

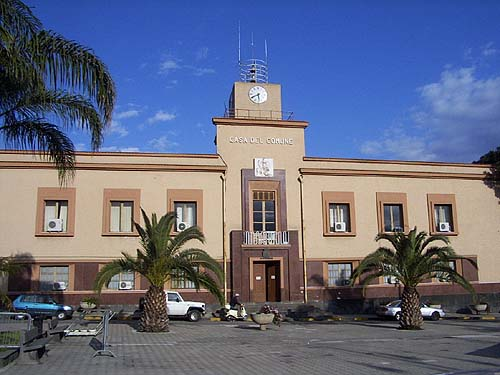
La Casa del Comune di Mascali

Allievo di Ernesto Basile, a Reggio Calabria intraprende la sua attività rivestendo l'incarico di ingegnere della sezione dell'Ufficio Tecnico del Piano Regolatore della Città (1912/1914) e successivamente quello di ingegnere presso l'Ufficio Tecnico Provinciale di Reggio Calabria (1914/1919).
Spesso vincitore di molti concorsi, Autore è anche studioso e ricercatore, con una particolare propensione alle novità tecnologiche, come il Cemento armato.
Tra il 1912 e il 1919 si occupa a Reggio Calabria della sistemazione del Lungomare di Reggio Calabria, dell'Istituto tecnico commerciale "Raffaele Piria"  e della casa dell'On. Valentino (ora distrutta), delle Scuole Rurali e delle Scuole Elementari del Rione Americano, del Palazzo dell'Amministrazione Provinciale, del Provveditorato, dell'Ufficio tecnico Catastale e del Regio Liceo-Convitto Tommaso Campanella; a Messina della Divisione Militare.
Nel 1931, vince il concorso per la ricostruzione della Palazzata di Messina, in collaborazione con gli ingegneri Giuseppe Samonà, Raffaele Leone e Giulio Viola.
Intraprende nel 1919 a Messina la carriera universitaria come assistente di Enrico Calandra alla cattedra di Architettura e ornato. Nel 1924 consegue la libera docenza in Architettura elementare e nel 1932 in Architettura tecnica; nel 1935 risulta terzo classificato nel concorso a professore straordinario di Architettura tecnica all'Università di Pisa, venendo chiamato a ricoprire tale cattedra nell'Università di Padova nel 1936.
Realizza edifici pubblici e privati anche a Palermo, a Cosenza, Campobasso, Pesaro e Napoli; costruisce il Distretto Militare di Messina, progetta il monumento commemorativo a ricordo dello sbarco del Principe Vittorio Emanuele III, per il Lungomare di Reggio Calabria (1925) ricco di motivi liberty; partecipa alla IV Biennale di Reggio Calabria dove ottiene la gran medaglia d'oro, con il Tempio della Vittoria, e con il monumento commemorativo a Vittorio Emanuele III. Sempre a Reggio Calabria progetta nel 1926 la ricostruzione di diciotto chiese distrutte dal terremoto del 1908; nell'opera di restauro e ricostruzione delle chiese affidatagli dalla curia di Reggio Calabria nel 1926, deve rispondere a vincoli nell'ambito delle esigenze storiche e delle tradizioni locali. Egli realizza progetti caratterizzati da un equilibrato uso degli elementi classici e da decorazioni semplici, dando grande dignità alle opere religiose del centro Reggino.
La svolta verso il razionalismo avviene con il progetto per la Stazione Marittima di Napoli (1930) la cui realizzazione fu bloccata dal Duce negli anni trenta.
Sempre nel 1930 viene incaricato dal Governo per la progettazione della Casa del Comune, del Duomo e della Scuola Elementare di Mascali (CT), città distrutta dall'eruzione dell'Etna del 1928 e interamente ricostruita più a valle.
Redige per l'Enciclopedia Treccani le voci “capitello”, “cimasa”, “colonna”, “finestra”, “fusto”, “fontana”; a Messina progetta e sistema l'ingresso e di numerosissimi stand della Fiera (1935); a Reggio Calabria progetta il Lido e una fontana luminosa, in concomitanza del Grande Albergo Miramare (1936); muore improvvisamente a Merano dove si era recato con la famiglia.